# Pablo García Fernández (entrenador de baloncesto)
Pablo García Fernández (nacido en El Palo (Málaga), Andalucía, 8 de mayo de 1989) es un entrenador español de baloncesto que actualmente dirige al equipó de Fuerza Regia de Monterrey de la LNBP y a Dorados Capital en la LBE.

## Trayectoria
Es un entrenador de baloncesto que empezó su carrera deportiva en las categorías inferiores de Unicaja Málaga y el CB El Palo, en su ciudad natal. 
Tras trabajar durante varias temporadas en la cantera de Unicaja Málaga, en agosto de 2017 se convierte en asistente de los Soles de Mexicali de la Liga Nacional de Baloncesto Profesional de México.
En los Soles de Mexicali trabajaría durante 3 temporadas a las órdenes de Iván Déniz, con el que fue campeón de la LNBP en dos ocasiones.
En verano de 2021, firma por Abejas de León de la Liga Nacional de Baloncesto Profesional de México. En su primera experiencia como primer entrenador en México, fue elegido mejor entrenador de la zona oeste de la LNBP.
El 4 de enero de 2022, firma por el CB Marbella de la Liga LEB Plata hasta el final de la temporada.
En verano de 2022 regresaría con Abejas de León de la Liga Nacional de Baloncesto Profesional de México, tras su segunda temporada con el equipo lograría el campeonato y así darle su primer campeonato a la franquicia.
Para 2023 firma por Fuerza Regia de Monterrey.

## Clubs
- 2010-17. Categorías inferiores de Unicaja Málaga
- 2017-20. Soles de Mexicali. LNBP. Entrenador ayudante de Iván Déniz.
- 2021 Abejas de León. LNBP.
- 2022 CB Marbella. Liga LEB Plata.
- 2022 Abejas de León. LNBP.
- 2023 Fuerza Regia de Monterrey. LNBP.

## Títulos
- 2018: Campeón de la LNBP con Soles de Mexicali (Entrenador ayudante)
- 2020: Campeón de la LNBP con Soles de Mexicali (Entrenador ayudante)
- 2022: Campeón de la  LNBP con Abejas de León (Entrenador jefe)
- 2023: Campeón de la Copa LNBP con Fuerza Regia
- 2023: Campeón de la LNBP con Fuerza Regia (Entrenador jefe)